# Ost-Bunthalskolibri
Der Ost-Bunthalskolibri, früher Bunthalskolibri (Schistes geoffroyi Syn.: Augastes geoffroyi, Trochilus geoffroyi) oder Keilschnabelkolibri, ist eine Vogelart aus der Familie der Kolibris (Trochilidae). Die Art hat ein Verbreitungsgebiet, das die südamerikanischen Länder Venezuela, Kolumbien, Ecuador, Peru und Bolivien umfasst. Der Bestand wird von der IUCN als „nicht gefährdet“ (least concern) eingeschätzt.

## Merkmale
Der Ost-Bunthalskolibri erreicht eine Körperlänge von etwa 8 bis 9 Zentimetern. Der relativ kurze Schnabel ist bis zu 15 Millimeter lang. Bei Männchen sind die Oberseite sowie der Scheitel leuchtend grün. Der hintere Teil des Rückens und die Oberschwanzdecken sind kupferfarben. Hinter dem Auge befindet sich ein weißer Fleck. Die Kehle ist ebenfalls leuchtend grün. Seitlich der Brust finden sich blaue und magentaviolette Flecken, darunter ein kleiner weißer Fleck. Die Ohrdecken sind schwärzlich. Der Unterbauch ist bronzegrün. Der ebenfalls bronzegrüne, abgerundete Schwanz wird nach hinten blau und weist am Ende deutliche schwarzblaue Streifen mit weißen Säumen auf. Das Weibchen ist sehr ähnlich. Unterschiedlich ist die weiße Kehle, die mit starken grünen Sprenkeln übersät ist. Die beim Männchen verschiedenfarbigen Brustseitenflecken sind beim Weibchen überwiegend blau.

## Verbreitung und Lebensraum
Der Ost-Bunthalskolibri kommt in den höheren Lagen der tropischen und subtropischen Zonen in Höhen zwischen 800 und 2300 Metern vor. Dabei findet man ihn sowohl an den Ost- als auch an den Westhängen der Anden. Er lebt bevorzugt in feuchten bis nassen Gebirgswäldern, vor allem in von Moos überzogenem Nebelwald. Seltener kann man ihn an Waldrändern beobachten. Die Vögel bewegen sich überwiegend im bodennahen Dickicht des Waldes sowie in schattigen Schluchten.

## Lebensweise
Die Art saugt Nektar von Blumen.

## Unterarten

Verbreitungsgebiet des Ost-Bunthalskolibris

Bisher sind 2 Unterarten bekannt, die sich vor allem durch ihre Färbung unterscheiden.
- S. g. geoffroyi (Bourcier, 1843);[2] Nominatform, bereits oben beschrieben. Norden von Venezuela Nationalpark Perijá Zulia, Anden der Bundesstaaten Táchira und Lara, aber auch im Küstengebirge von Yaracuy, Carabobo und Aragua. In Kolumbien an den Westhängen der Ostanden bis nach Magdalena. Wahrscheinlich im Osten Nariños. Die Unterart kommt auch an den Osthängen Ecuadors in Mindo und im Südwesten der Provinz Cañar sowie in den Ostanden Perus vor.
- S. g. chapmani Berlioz, 1941;[3] weißer seitlicher Fleck wie bei Nominatform fehlt. In Peru im südlichen Teil der Regionen Cusco und Puno. In Zentralbolivien im Departamento Cochabamba.

Lange wurde der West-Bunthalskolibri als Unterart des Ost-Bunthalskolibri als Schistes geoffroyi albogularis geführt, doch gab ihm das South American Classification Committee basierend auf deutlichen Unterschieden in der Färbung und dem Gesang den Art Status zurück. Schistes albogularis bolivianus Simon, 1921 wird heute als Synonym zur Nominatform betrachtet. Frank Michler Chapman hatte 1926 fünf Exemplare aus Bolivien untersucht und keine signifikanten Unterschiede zu S. g. geoffroyi erkennen können.

## Alternativnamen
1963 präsentierte Augusto Ruschi beim XIII International Ornithological Congress eine Arbeit mit dem Namen Notes on Trochilidae: the genus Augastes. In dieser Arbeit platzierte er die Gattung Schistes in der Gattung Augastes, der Bunthalskolibri bekam den wissenschaftlichen Namen Augastes geoffroyi. Diese Klassifizierung wurde lange ignoriert, bis Karl-Ludwig Schuchmann 1999 sie im Handbook of the Birds of the World übernahm. Ruschi begründet die Vereinigung der beiden Gattungen mit morphologischen Ähnlichkeiten. Das South American Classification Committee widerspricht dieser Sichtweise, schon alleine, weil beide Gattungen einen sehr unterschiedlichen Schnabel aufweisen.

## Etymologie und Forschungsgeschichte
Jules Bourcier beschrieb den Ost-Bunthalskolibri unter dem Namen Trochilus Geoffroyi. Erst später wurde die Art der Gattung Schistes zugeordnet. Gould hatte die neue Gattung bei der Beschreibung der Art S. albogularis Gould, 1852 eingeführt. Der Begriff Schistes leitet sich vom griechischen Wort σχίζω s-chízō für „spalten, teilen“ ab. Der Artname ist Isidore Geoffroy Saint-Hilaire (1805–1861) gewidmet.  Mit chapmani ehrt Jacques Berlioz den Ornithologen Frank Michler Chapman (1864–1945).